# Sant Genís de Toès
Sant Genís de Toès és l'església parroquial, romànica, del poble nord-català de Toès, de la comuna de Toès i Entrevalls, de la comarca del Conflent.
Està situada en el nucli del Veïnat de l'Església, un dels tres que formen el poble de Toès. És en el carrer únic d'aquest veïnat, anomenat de l'Església.

## Història
Des del segle IX i fins a la Revolució Francesa, Toès fou possessió de Sant Miquel de Cuixà. El primer esment documental del lloc és de l'any 878; es tracta d'una venda a Toès a Sant Andreu d'Eixalada, precedent del monestir de Cuixà. El primer document que parla de l'església és del 1206, esment que es repeteix el 1435 i el 1506.

## L'edifici
És una església romànica originalment de nau única coberta amb volta de canó de punt rodó que recolza en dos arcs torals, amb capçalera quadrada reconstruïda al segle xiii. Té una segona nau afegida el segle xiv i campanar d'espadanya. L'absis del XIII té pintures murals interiors. L'aparell és de còdols escalabornats amb el martell.